# Zahlbach (Mainz)

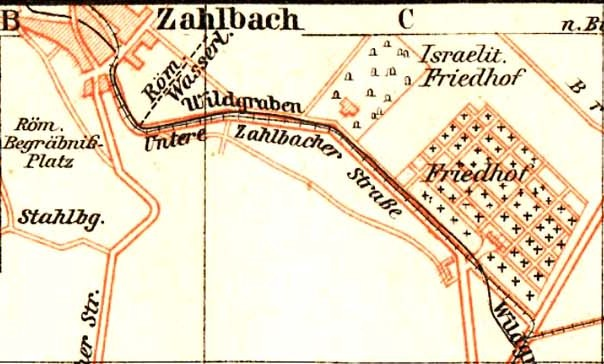
Zahlbach auf einer Karte des 19. Jahrhunderts

Zahlbach war eine früher eigenständige Gemeinde vor den Toren von Mainz, die in unmittelbarer Nähe der Gemeinde Bretzenheim lag. Anfang des 19. Jahrhunderts wurde Zahlbach zur Stadt Mainz eingemeindet und ist heute in den Mainzer Stadtteilen Mainz-Bretzenheim und Mainz-Oberstadt aufgegangen.

## Name
Der Ortsname Zahlbach leitet sich von dem mittelalterlichen Zagelbach ab. Damit wurde der zickzackförmige Verlauf des Zay- oder Zeybachs beschrieben, an dem die Ortschaft Zahlbach entstand.

## Geographische Lage
Die Gemeinde lag westlich des bereits zur Römerzeit bebauten Kästrichs und zog sich entlang des Zaybachs (auch: Zeybach oder Zahlbach) im Zaybachtal hin. Die Gemeinde Zahlbach grenzte direkt an die Nachbargemeinde Bretzenheim. Der Zaybach kommt aus Bretzenheim und fließt weiter an der alten Nordwestgrenze der Stadt in den Rhein. Er ist heute komplett kanalisiert. Im Mainzer Innenstadtbereich fand diese Kanalisierung bereits 1663 beim Bau des Bleichenviertels statt, in Zahlbach selbst erst Ende der 1950er Jahre. Die Mündung befand sich auf dem heutigen Gelände des Schlossgymnasiums gegenüber dem kurfürstlichen Schloss.

## Geschichte

### Antike
Das Gebiet von Zahlbach war bereits in römischer Zeit bebaut. In flavischer Zeit wurde quer über das Zahlbachtal das Aquädukt zum Legionslager auf dem Kästrich gebaut. Das Zahlbachtal wurde dabei mit einem zweigeschossigen Brückenbau überquert. Noch heute sind auf ehemaligem Zahlbacher Gebiet die meisten „Römersteine“, Reste der römischen Pfeilerstümpfe des Aquädukts, zu sehen. Ebenfalls auf Zahlbacher Gebiet befanden sich Teile der südwestlich des Legionenlagers entstandenen canabae legionis. Diese bestanden von Ende des 1. Jahrhunderts v. Chr. bis in die Mitte des 4. Jahrhunderts. Zu dieser Zeit wurden sie nach Abbruch des Lagers verlassen.
In augusteischer Zeit entstand am Hang des Kästrichs zum Zahlbachtal ein großer Militärfriedhof. Hier fanden sich auch die meisten, heute noch in Museen befindlichen Grabsteine, die als epigraphische Zeugnisse der Frühzeit von Mogontiacum von hohem Wert sind. In der frühchristlichen Historiographie war das Zahlbachtal das vallis sacra, das heilige Tal. Die im frühen Mittelalter als Grablege der Mainzer Bischöfe dienende Kirche St. Hilarius (später dem Heiligen Aureus, der hier begraben liegt, geweiht) bestand wahrscheinlich schon zu spätrömischer Zeit und muss bereits zu dieser Zeit eine größere Bedeutung geshabt haben.

### Mittelalter
Im Mittelalter dominierte das Dalheimer Kloster (auch: St. Maria im heiligen Tal) die Ortschaft. Nach dem Übertritt von Abtei Altmünster (Mainz) zum Zisterzienserorden 1235/1243 wurde St. Maria im Heiligen Tal (auch "Dalheim" genannt) als Zisterzienserneugründung in Zahlbach 1251 gegründet und 1265 dem Abt von Kloster Eberbach unterstellt. Dem Kloster gehörten vornehmlich Patriziertöchter aus Mainz an, und es wurde zum größten Grundbesitzer in Zahlbach und Bretzenheim und erlangte sogar zeitweise die Vogteirechte (Ortsherrschaft) in Bretzenheim, die es bis ins 18. Jahrhundert behielt.  Die erste Originalurkunde des Klosters datiert aus dem Jahr 1251. Frühere Urkunden des bereits längere Zeit existierenden Klosters sind bei früherer Zerstörung des Klosters (1250) verloren gegangen. Das Kloster mit Mainzer Zisterzienserinnen lag in unmittelbarer Nähe zu den Römersteinen. Es war größter Grundbesitzer in Zahlbach und Bretzenheim. In beiden Ortschaften hatte die jeweilige Äbtissin die Ortsherrschaft in Gestalt der Vogteirechte und behielt diese bis weit in das 18. Jahrhundert.

### Neuzeit
Im Schmalkaldischen Krieg wurde der Ort am 9. August 1546 von hessischen Truppen eingenommen, blieb aber nach dem Kriegsende politisch unter der Herrschaft des Erzstiftes Mainz.  1802 wurde das Kloster aufgrund der Säkularisation im Zuge des Konsularbeschlusses zur Aufhebung von Klöstern und Stifte aufgelöst und im Laufe der nächsten Jahre abgebrochen.
Zahlbach gehörte seit 1803 zum Gerichtsbezirk des Friedensgerichts Bingen. Dieses wurde 1879 durch das Amtsgericht Bingen am Rhein abgelöst.
Am 23. Mai 1805 wurde Zahlbach unter dem französischen Präfekt Jeanbon St. André in die Stadt Mainz eingemeindet. Grund dafür war die Anlage des städtischen Aureus-Friedhofs auf Zahlbacher Gelände. Während der Amtszeit St. Andrés expandierte Mainz und vergrößerte sein Stadtgebiet. So erreichte die Ausdehnung der Stadtgrenze von Mainz bis nach Bretzenheim unter gleichzeitiger Eingemeindung des bis dahin halbwegs selbständigen Zahlbach. In der Mainzer Zeitung war am 26. August (8. Fructidor) 1805 zu diesem Ereignis lesen:
„Durch ein kaiserliches Dekret vom 3. Prärial (23. Mai) sind die Grenzen zwischen der Stadt Mainz und der Gemeinde Bretzenheim auf eine Art bestimmt worden, dass Zahlbach mit seinem Gebiete in der Zukunft zu Mainz gehört.“
Als gut erhaltenes Beispiel des genossenschaftlichen Wohnungsbaus in Mainz gilt die symmetrisch angelegte Görzsiedlung des Bau- und Sparvereins Mainz mit elf eng stehenden drei bzw. viergeschossigen Mehrfamilienhäusern in verhaltenem Heimatstil. Die Siedlung der Görz-Stiftung wurde zwischen 1903 und 1937 mit begrünten Innenhöfen angelegt.

## Zahlbach heute
Heute erinnern noch zahlreiche Namen an die ehemalige Gemeinde und den ehemaligen Stadtteil. So gibt es den Zahlbacher Steig entlang des Hangs zur Universitätsklinik (als Verbindung zwischen Oberer und Unterer Zahlbacher Straße), die Straßenbahnhaltestelle „Zahlbach“, die Kindertagesstätte Zahlbach sowie den TV Mainz-Zahlbach, bekannt für seine Bundesliga-Mannschaft im Badminton.